# Bennet Eickhoff
Bennet Eickhoff (* 15. Juli 1995) ist ein deutscher Fußballspieler.

## Karriere
Der Abwehrspieler wurde in der Jugendabteilung von Preußen Münster ausgebildet und dort zu Beginn der Saison 2016/17 in den Profikader aufgenommen. Zu seinem Profidebüt in der 3. Liga kam er am 22. Oktober 2016 bei der 0:1-Auswärtsniederlage gegen die Sportfreunde Lotte, bei der er in der Startformation stand. Da er über die Reservistenrolle nicht hinauskam verließ Eickhoff die Preußen im Sommer 2017 und ging zur Hammer SpVg in die Oberliga. In der folgenden Saison wechselte er ligaintern zum TuS Haltern. Obwohl er mit seinem Verein am Ende der Saidon in die Regionalliga West aufstieg, blieb er der Liga erhalten und wechselte im Sommer 2019 zu Rot Weiss Ahlen. In seiner ersten Spielzeit stieg er mit dem Verein erneut in die Regionalliga West auf. Nach drei Jahren wechselte Eickhoff dann weiter zum Bezirksligisten SV Westfalia Soest.